# مارك ستار
مارك ستار (بالإنجليزية: Mark Starr)‏ هو مصارع محترف بريطاني، ولد في 26 ديسمبر 1962 في ستافوردشاير في المملكة المتحدة، وتوفي في 7 يونيو 2013 في براندون ‏ في الولايات المتحدة بسبب نوبة قلبية.

## روابط خارجية
- مارك ستار على موقع CageMatch worker (الإنجليزية)